# بیدله
روستای بیدله 

## جمعیت
این روستا در دهستان منج قرار دارد و براساس سرشماری مرکز آمار ایران در سال 1390، جمعیت آن 1٬849 نفر (457 خانوار) است . 
همچینین این روستا دارای 5782 نفر وابسته به این روستا میباشد .